# ولاد رادشو
ولاد رادشو (به انگلیسی: Vlad Rădescu) (زادهٔ ۱۸ نوامبر ۱۹۵۲) بازیگر رومانیایی است.
از فیلم‌هایی که وی در آن نقش داشته است می‌توان به چه بر سر دوشنبه آمده؟ و خواب جزیره اشاره کرد.